# 五月女ケイ子
五月女 ケイ子（そおとめ けいこ、1974年6月2日 - ）は、日本のイラストレーター。
山口県生まれ、神奈川県横浜市育ち。（高校は神奈川県立希望ヶ丘高校）成城大学文芸学部芸術学科卒業。
大学を卒業後、独学でイラストレーターになる。最初の仕事は雑誌『Hanako』。
中学時代は卓球部、高校はダンス部、大学では映画学を専攻し映画研究部に在籍していた。
原色を多用したシュールなイラストが特徴。本業のみならず、タレントやコラムニストなど幅広く活動。放送作家・演出家であり夫でもある細川徹のコントユニット「男子はだまってなさいよ!」の大半の作品に出演している。また朝日新聞の元日号に毎年絵を描いている。

## 主な活動

### イラスト
- 新しい単位（扶桑社）
- 新しい新しい単位（扶桑社）
- ヒロシです。（ヒロシ著・扶桑社）
- バリー・トロッターと誰も望まない続編（アップリンク）
- 犬も猫舌（松尾貴史監修・ワニブックス）
- ぼくの怪獣大百科（扶桑社）
- 探偵!ナイトスクープ アホの遺伝子（朝日放送著・ポプラ社）
- ビギナー フジテレビ、2003年
- 草野☆キッド テレビ朝日
- 海賊版撲滅キャンペーン （JIMCA 日本国際映画著作権協会）
- 図解 世界のしくみ（扶桑社）
- 大人の時間ですよ!（扶桑社）
- ニュー大人の時間ですよ!（東京ニュース通信社）
- 禁じられた遊び総合資料集（扶桑社）
- 新しい人妻（PHP）
- 淑女のエチケット（扶桑社）
- クイズ 知ってど～する!？（ネコパブリッシング）
- 企画の教科書（NHK出版）
- 企画火山（NHK出版）
- 見ないでっ!―6年間、720,000件の恥ずかしい告白集（講談社）
- 愛・バカ博―BAKA EXPO 2006（扶桑社）
- 毛髪川柳（日本文芸社）
- もう一本!毛髪川柳―日本文芸社の育毛絵本（日本文芸社）
- したまちコメディ映画祭in台東 2009年、第2回
- へんな判決（ポプラ社）
- バカ昔ばなし （TOブックス）
- 青山ワンセグ開発　ナイツの言い間違いで覚える日本史（NHK Eテレ)
- 日経スペシャル カンブリア宮殿 ミクロの決死件（テレビ東京）
- 謎解きはディナーのあとでスペシャル 船上探偵・影山（フジテレビ）
- 金メダル男（中央公論新社） - 表紙、挿絵
- 月刊誌『芸術新潮』目次のイラスト
- 顔出し看板「三原やっさ踊り」（2019年、JR三原駅南口噴水前）
- 明日もあるし、近大もあるし。近畿大学 推薦入試掲出2020年11月1日出願受付開始広告（読売新聞2020年11月1日掲載広告）
- ウチ、“断捨離”しました！（BS朝日）- タイトルデザイン

### CM
- カップヌードルTVCM「カップヌードルとは篇」（2020年、日清食品）イラスト
- NewマイティアCLスタンダードシリーズTVCM「すずアニメ」篇（2020年、千寿製薬）イラスト
- MEGA BIG宝くじ（2020年1月、日本スポーツ振興センター）イラスト

### コラム
- 大人の時間ですよ!（テレビブロス）
- Oui! アシスタントディレクターブロ子（テレビブロス）

### テレビ出演
- タモリ倶楽部（テレビ朝日系・随時出演）
- 建物探訪（テレビ朝日・2024年5月18日）
- 天下統一CG将軍（BSジャパン・2007年10月27日）
- おじいさん先生（日本テレビ・2007年夏） - 用務員のおばさん・和歌山 役
- トンスラ（日本テレビ・2008年） - 小木直美 役
- 新春TV放談2009（NHK、2009年1月3日）
- 全日本ドレミファミリー歌合戦(小学生の時に出場して優勝している)

ほか多数

### 舞台
- 男子はだまってなさいよ!1 （2002年） 出演・イラスト
- 男子はだまってなさいよ!2 （2003年） 出演・イラスト
- シティボーイズ PRESENTS NOTA ～恙無き限界ワルツ～（2003年） 出演
- 男子はだまってなさいよ!4 バカ・ワールドカップ （2004年）出演・イラスト
- 男子はだまってなさいよ!5 宇宙戦争 （2006年） 出演・イラスト

### 映画
- インスタント沼（2009 年、アンプラグド） - 感じの悪い看護師 役
- ぱいかじ南海作戦（2012年7月14日） - トラ（ざますの妹） 役
- バカ昔ばなし劇場版～じじいウォーズ～（2013年）

### その他
- したまちコメディ大賞2010　短編コンペティション審査員